# 4376 Сіґеморі
4376 Сіґеморі (4376 Shigemori) — астероїд головного поясу, відкритий 20 березня 1987 року.
Тіссеранів параметр щодо Юпітера — 3,625.
Названо на честь Сіґеморі (яп. しげもり(重盛) сіґеморі).